# Mauser Model 1871
Il Mauser Model 1871, adottato con il nome di Gewehr 71 ma noto anche Infanterie-Gewehr 71 è stato un fucile a otturatore girevole-scorrevole progettato e prodotto da Paul Mauser e Wilhelm Mauser per l'azienda omonima Mauser e il primo fucile militare della Mauser ad essere prodotto in massa nell'Arsenale di Spandau.
Dopo la Guerra Franco-Prussiana, che dimostrò la superiorità del francese Chassepot rispetto alle armi in dotazione all'esercito tedesco, andò a sostituire il fucile Dreyse.

## Storia
Paul Mauser ha sviluppato il fucile tra il 1866 e il 1871. Durante il 1870-71, dopo che la Guerra Franco-Prussiana mostrò ai comandi tedeschi la necessità di sostituire l'ormai obsoleto Fucile Dreyse. Le commissioni dell'Esercito Imperiale preposte svolsero diversi collaudi e test con molti fucili di vari produttori, con il "M1869 Bavarian Werder" che era il principale concorrente dei Mauser. Il Mauser venne provvisoriamente adottato il 2 dicembre 1871, in attesa dello sviluppo finale del meccanismo della sicura. Con il sostegno dell'arsenale statale di Spandau, i miglioramenti al meccanismo della sicura furono completati e il fucile fu formalmente adottato il 14 febbraio 1872 come fucile di fanteria dall'impero tedesco, esclusa la Baviera. Tra il 1873 e il 1875 furono prodotti e consegnati all'Esercito Imperiale Tedesco circa 1.82 milioni di fucili (sia nella versione per fanteria che Jägerbüsche) e circa 80.000-100.000 carabine. Dopo una serie di miglioramenti avvenuti nel corso degli anni (come l'aggiunta di un caricatore tubolare con l'M1871/84) i Tedeschi adottarono il Gewehr 88 a polvere infume, anche se il Mauser M1871 continuò ad essere prodotto fino al 1890 e rimase in servizio in diversi paesi del mondo anche negli anni successivi.

## Tecnica
L'azione non si basava sul suo predecessore, il Fucile ad ago Dreyse che aveva prestato servizio durante il Guerra franco-prussiana del 1870–71 e durante la quale si erano evidenziati una serie di punti deboli che rendevano necessaria la sostituzione dell'arma. L'ormai nota leva di sicurezza di tipo "ala" Mauser è stata sviluppata per il Gewehr 71. Il Gewehr 71 è un aspetto convenzionale azione del bullone, era inoltre calibrato in 11mm usando cartucce a polvere nera. L'azione includeva solo una nervatura guida bullone come singola aletta di bloccaggio, bloccando in avanti il ponte ricevente. Il design originale era a colpo singolo.
Dopo le prove sulle truppe nel 1882 e nel 1883, il progetto fu aggiornato nel 1884 con un tubolare di 8 colpi progettato da Alfred von Kropatschek, rendendolo il primo fucile a ripetizione dell'esercito tedesco (un prototipo di un M1871 con caricatore tubolare era stato infatti mostrato Guglielmo II già nel settembre 1881). Questa versione venne designata come Gewehr 1871/84, di cui vennero prodotti oltre un milione di esemplari. Una versione di questo fucile fu adottata dal Impero ottomano: designato M1887, differiva dall'M71 / 84 in quanto aveva un'asta di pulizia montata lateralmente, una seconda aletta di bloccaggio sul retro del bullone e che era in 9,5 × 60mmR, che Paul Mauser ha propagandato come la cartuccia ( ) più efficiente. All'inizio del XX secolo, alcuni furono convertiti in 7,65 × 53 mm a polvere infume dall'arsenale in Ankara.
Una versione corta, il M1871 Jägerbüchse fu sviluppata per i reparti di Jäger o fanteria leggera, prestando anche servizio con ingegneri, unità da fortezza e unità della marina. Si trattava essenzialmente di un M71 accorciato e alleggerito senza grandi differenze rispetto al normale Mauser M71. 
Successivamente venne sviluppato il Karabiner 1871 per equipaggiare la cavalleria tedesca, ma non entrò in produzione su vasta scala fino al 1876. Una versione più corta del Modello 1871, il M1879 Grenzaufsehergewehr, fu assegnato alle guardie di frontiera nel 1880. Questa versione utilizzava una cartuccia unica da 11,15 × 37,5 mmR, una versione ridotta della cartuccia militare a piena potenza.
Vari arsenali tedeschi e la compagnia austriaca Steyr produssero il fucile M71.
La Serbia adottò una versione più aggiornata del fucile nel 1881, il M1878 / 80, ancora a colpo singolo, ma modificato nel suo calibro 10,15 × 63R. Aveva aggiunte uniche in quanto aveva una guida bulloni (molto simile ai M1870 Vetterli italiani) e il "passo progressivo di rigatura" (rigatura che aumenta la velocità di rotazione mentre il proiettile sale lungo la canna, per impartire gradualmente più velocità) progettato dal maggiore serbo Kosta "Koka" Milovanović (Коста "Кока" Миловановић), ed è comunemente noto come "Mauser-Koka", "Mauser-Milovanović" o "Kokinka" ("Кокинка"). La velocità alla volata del Mauser-Koka era di 1.680 piedi al secondo (510 m/s). Tale versione vide il proprio battesimo del fuoco nella Guerra serbo-bulgara. Circa 110.000 fucili Mauser-Koka entrarono nell'arsenale serbo. A partire dal 1907, circa la metà di questi furono convertiti nell'arsenale di Kragujevac, venendo modificati al calibro 7 × 57mm alimentati una clip a 5 colpi; le nuove canne vennero acquistati da Steyr. Sia il vecchio che il nuovo fucile (designato M80/07) hanno visto l'azione nel Guerre balcaniche e Prima guerra mondiale. L'M80/07 convertito viene spesso definito "Đurić Mausers" (Κурић-Маузер).
Nel 1894, l'Uruguay fece convertire la propria scorta di fucili M71 in 6,5 × 53,5 mm SR (Sistema Daudeteau) dalla Société Française d'Armes Portatives Saint Denis in Francia. Hanno ricevuto nuove scorte, botti, mirini, fasce e barre di pulizia montate lateralmente. Tuttavia, il lotto iniziale di munizioni che venne inviato con i fucili era errato e inutilizzabile nelle armi.

## Servizio
Il Mauser M71 rimase in servizio nell'Esercito Imperiale Tedesco ufficialmente fino all'adozione del Gewehr 88, anche se diversi reparti continuarono ad utilizzare quest'arma negli anni molto successivi: infatti diversi reparti Tedeschi che presero parte alla soppressione della Ribellione dei Boxer erano armati con la versione M71/84 di questo fucile. Nel corso dell'espansione coloniale tedesca in Africa, gli M71 vennero utilizzati massicciamente per armare i reparti indigeni delle Schutztruppen, le forze dell'esercito coloniale tedesco. Ancora durante la Prima Guerra Mondiale gli M71/84 vennero utilizzati dalle truppe tedesche, andando ad armare principalmente le truppe territoriali di terza linea ma venendo anche utilizzate in prima linea con munizioni incendiarie per abbattere i palloni aerostatici di osservazione nemici. Alcune di queste armi furono poi utilizzate durante la Rivoluzione Tedesca del 1918-1919 e, in maniera abbastanza limitata, sul finire della Seconda Guerra Mondiale, quando vennero distribuite ai reparti della Volkssturm.
Tra i maggiori utilizzatori esteri di quest'arma vi furono l'Impero Coreano (soprattutto le unità della Guardia Imperiale), in sostituzione del russo Berdan, la Cina della Dinastia Qing dal 1876; dopo la dismissione in favore del Gewehr 88, oltre 1.000.000 di questi fucili (sia nel modello M71 che nel modello M71/84) vennero cedute all'Esercito Imperiale Cinese, che le utilizzò sia nella Prima Guerra Sino-Giapponese che durante la Ribellione dei Boxer.
Un importante utilizzo di quest'arma si ebbe durante le Guerre Boere combattute dall'Impero Britannico contro la Repubblica del Transvaal: infatti la Germania Guglielmina, nell'ottica di contenimento dell'espansione britannica in Africa, offrì ai Boeri in lotta decine di migliaia di Mauser M71 e M71/84 e relative munizioni. Altro importante utilizzatore fu l'Impero d'Etiopia, che se ne servì contro gli Italiani durante la Prima Guerra di Abissinia tra il 1894 e il 1896.

## Versioni
- Mauser Model M1871
- Mauser Moder M1871 Jägerbüsche
- Mauser Model M1871/79
- Mauser Model M1871/87
- Mauser Model M1878/80
- Mauser Model M1871/08

## Utilizzatori
- Impero Tedesco (M71, M79, M71/84)
- Germania Nazista (principalmente M71/84 nelle unità del Volkssturm)
- Impero Qing (M71)
- Cina (M71)
- Ecuador (M71/84)
- Impero Ottomano (M71, M71/84, M71/87)
- Impero d'Etiopia (M71)
- Thailandia (M71)
- Impero Giapponese (M71)
- Repubblica Dominicana (M71)
- Repubblica del Transvaal (M71
- Argentina
- Impero di Corea
- Uruguay
- Venezuela
- Dahomey